# Cerámica nicoyana

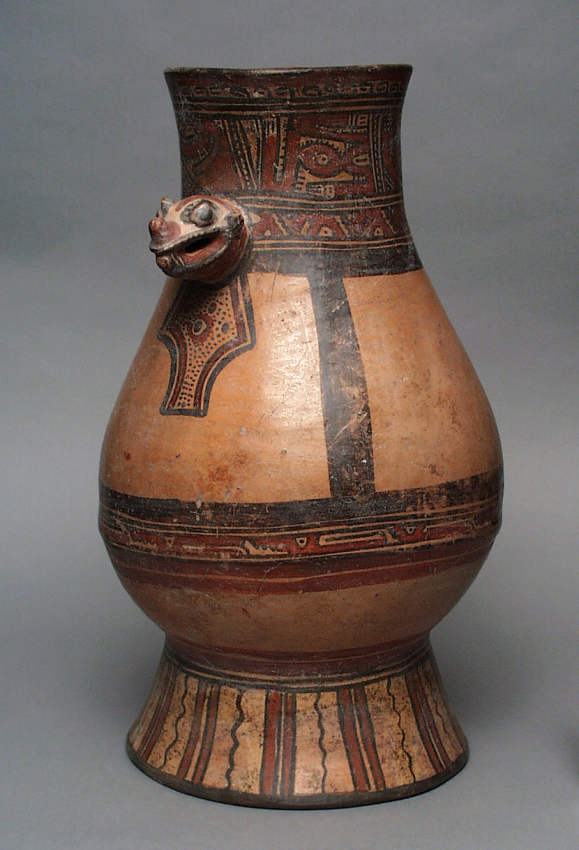
Cerámica policromada nicoyana con motivos mesoamericanos. 1000-1350 d. C. Museo de Arte del Condado de Los Ángeles.

La cerámica nicoyana es el arte más representativo de la cultura de la Gran Nicoya, la cual se desarrolló por espacio de 2000 años en la región del Pacífico nicaragüense y el Pacífico norte de Costa Rica (actual provincia de Guanacaste), siendo parte íntegra de la cultura artesana aborigen costarricense. Por su calidad y acabado, durante la época prehispánica, llegó a convertirse en un preciado producto de intercambio comercial con otras regiones de Mesoamérica y Sudamérica.
La manufactura de la cerámica nicoyana fue una labor especializada en la cual intervenían tanto la sensibilidad del artista como la necesidad de adquirir un bien utilitario. Las principales manifestaciones de esta cerámica se dieron en la elaboración de vasijas de diversos estilos, en la que sobresale la cerámica policromada, con motivos mesoamericanos, a partir de 500 d. C., así como colecciones de instrumentos musicales, incensarios y esculturas antropomorfas hechas de arcilla. La tradición de la alfarería nicoyana prehispánica subsiste hasta la actualidad en las manos de artesanos chorotegas asentados en los pueblos de Guaitil de Santa Cruz y San Vicente de Nicoya, siendo el único producto artístico con registro de denominación de origen (D.O) reconocido por la Organización Mundial de la Propiedad Intelectual (OMPI) en Centroamérica.

## Cronología
Los artesanos, posiblemente vinculados a grupos chibchas, empezaron a fabricar cerámica en Guanacaste hace 3.500 años. La cerámica era indispensable en la vida cotidiana del pueblo nicoyano, y es por eso el elemento más abundante en los yacimientos arqueológicos. De las ofrendas mortuorias más comunes encontradas en las tumbas, la más abundante es la cerámica. Para elaborarla, se utilizaron elementos naturales: los pigmentos eran obtenidos de piedras negras, rojas y blancas que luego molían y mezclaban con agua y arcilla.
De acuerdo a la manufactura de la cerámica, se han establecido cinco periodos históricos en el área de Nicoya:
- Bicromo en zonas
- Decoración lineal
- Policromo Antiguo
- Policromo Medio
- Policromo Tardío.

### Periodo Bicromo en zonas
Durante el periodo Bicromo en zonas, la técnica predominante es la que combina dos colores más incisión: sobre la base natural, se pintan zonas casi siempre en rojo o en café muy oscuro. Otra manera de decorar fue por medio de líneas en forma de zigzag. También se manufacturaban pequeñas estatuas de arcilla que representaban seres humanos sentados o animales en postura variadas. Confeccionaban vasijas globulares con tres patas.

### Periodo Decoración lineal
En el periodo de Decoración lineal, la cerámica se decoraba con punzonado, pastillaje, incisión y modelado. Las vasijas se decoraban con simples líneas que representaban el lagarto o a un hombre-murciélago. Se usó la «brocha múltiple» para pintar líneas paralelas onduladas.

### Periodo Policromo Antiguo (500-800 d.C.)
El inicio de la fabricación de cerámica policromada en la subregión arqueológica de Guanacaste coincide, de hecho, con el inicio del periodo de los cacicazgos complejos. Son características las vasijas globulares o cilíndricas, con pies rectangulares o en forma de animales, modeladas con arcilla de textura fina. Destacan unas que representan caras humanas. En las decoraciones muchas combinan elementos artísticos locales y sudamericanos con mesoamericanos, sobre todo mayas, y se cree que su elaboración está relacionada con la presencia de grupos inmigrantes mexicanos.

### Periodo Policromo Medio (800-1200 d.C.)
Durante el Policromo Medio, se dio un extraordinario desarrollo de los tipos policrómicos, destacando los estilos Mora y Papagayo. La llegada de los chorotegas a la península de Nicoya, introduce cambios especialmente en el campo ideológico (religión, arte), agregando nuevos elementos de origen mesoamericano que se van a observar sobre todo en la cerámica. El Policromo Medio se destaca por elementos de antropomorfismo y zoomorfismo típicos de la influencia mesoamericana, principalmente de origen maya. Aparecen vasijas trípodes en forma de animal, jarras en forma de jícara, otras representan cabezas humanas y animales, como el chompipe, jaguar, armadillo, conejo: el llamado estilo Pataky. Los motivos decorativos consisten esencialmente en animales: jaguar, serpiente, mono y lagarto. El Policromo Medio se considera el apogeo del área cultural nicoyana, pues se observa un mayor grado de evolución y de progreso cultural y social, lo que es posible comprobar por la existencia y distribución de objetos de lujo para uso de quienes ejercen el poder social y económico. La variedad de formas, la belleza de los objetos, sean vasijas, adornos, joyas o metates, indican que ya había artesanos especializados.

### Periodo Policromo Tardío (1200-1500 d.C.)
El Policromo Tardío (1200-1500) marca grandes cambios en la elaboración de la artesanía nicoyana. Entre los motivos mesoamericanos, se han identificado la Serpiente Emplumada y deidades asociadas a la guerra y al agua. Una novedad es el uso de la pintura azul grisáceo con negro, y naranja rojizo sobre fondo crema. Surge una nueva forma de decoración: el inciso del engobe. Los dibujos que aparecen en la mayoría de las vasijas son motivos mexicanos como el jaguar y el hombre, que recuerdan la lucha entre los dioses Mixcoatl y Tezcatlipoca. Aparece con harta frecuencia la Serpiente Emplumada, y el señor de la tierra Tlaltecuhtli, en la forma de un sapo fantástico con garras y la boca abierta, con escudos de pluma en su costado.

### Motivos de la cerámica prehispánica
Entre las piezas de cerámica nicoyana, sobresalen una serie de figuras humanas femeninas, modeladas en arcilla, que probablemente representan diosas de la fertilidad. Estas figuras destacan porque pueden sostenerse en pie y, además, poseen una especie de cobertor púbico. Se caracterizan por usar pintura corporal con motivos de animales como el cocodrilo, el jaguar o la serpiente, lo cual es destacable porque, entre las culturas mesoamericanas, la unión mítica del jaguar y la serpiente representa la fertilidad, mientras que en las culturas del área suramericana esta labor correspondía al cocodrilo, lo que vendría a convertir a estas figuras en símbolos de fusión de culturas vecinas y tradiciones mítico-religiosas. Vale mencionar que algunas de estas figuras presentan deformaciones craneales y ojos estrábicos, rasgos estéticos típicos de la cultura maya.

### La cerámica nicoyana y su uso como bien de intercambio comercial
Dentro del país, en el Monumento Nacional Guayabo, en las llanuras del norte, el Caribe, las tierras altas del Valle Central y el pacífico central de Costa Rica, incluso la Isla del Caño, es posible apreciar la presencia de estas cerámicas, que revelan con ello el apogeo del comercio con estas regiones. En El Salvador, Honduras, Guatemala y Tula (México), se han encontrado vasijas policromadas hechas en Nicoya. A su vez en Nicoya se han hallado vasijas de tipo plomizo Tohil que proceden de las altas tierras de Guatemala.

## Actualidad
La elaboración de cerámica nicoyana ha persistido hasta la actualidad en algunos pueblos de Guanacaste, particularmente en Las Pozas y San Vicente de Nicoya, y en Guaitil de Santa Cruz, donde se manufactura utilizando las mismas técnicas y pigmentos que se utilizaban en la época prehispánica, con la salvedad de que se ha agregado el uso del torno. Esta actividad artesanal constituye la más importante y reconocida actividad artesanal y soporte económico de la gran mayoría de familias de estas comunidades. Fue declarada patrimonio cultural inmaterial de Costa Rica en 2013 y como un producto con denominación de origen protegida en 2017.